# Pleurobrachia rhododactyla
Pleurobrachia rhododactyla är en kammanetart som beskrevs av L. Agassiz 1860. Pleurobrachia rhododactyla ingår i släktet Pleurobrachia och familjen Pleurobrachiidae. Inga underarter finns listade i Catalogue of Life.